# Д’Алигр, Этьен II
Этьен II Д’Алигр (фр. Étienne II d'Aligre; 31 июля 1592, Шартр — 25 октября 1677, Версаль) — французский государственный деятель при Людовике XIII и Людовике XIV, канцлер Франции.

## Биография
В возрасте 23 лет, в 1615 году, он был назначен членом Королевского совета) Людовика XIII, который отправил его в Венецию в качестве посла. По возвращении он был назначен государственным советником в 1635 году, затем судебным интендантом в Каны в 1638 году, а в 1645 году был назначен управлять провинциальными штатами Лангедока.
В 1651 году он стал почетным членом Парижского парламента. В 1661 году Людовик XIV учредил Королевский финансовый совет, и Этьен д’Алигр стал первым комиссаром совета.
В 1672 году Людовик XIV назначил д’Алигре хранителем печатей Франции. 10 января 1674 года он стал канцлером Франции и занимал этот пост до своей смерти, которая наступила в Версале 25 октября 1677 года в возрасте 85 лет.

## Семья
Он был старшим сыном Этьена д’Алигре и Элизабет Шапелье. Его преемник на посту канцлера Франции в 1677 году, Мишель Ле Телье, приходился ему двоюродным братом.